# Paul Douglas
Paul Douglas, född som Paul Douglas Fleischer den 11 april 1907 i Philadelphia, Pennsylvania, död 11 september 1959 i Hollywood, Los Angeles, Kalifornien, var en amerikansk skådespelare.

## Biografi
Douglas är mest ihågkommen för sina roller i två basebollkomedier; Inga planer i himlen (1951) och Det händer varje år (1949). Han spelade även Richard Widmarks polispartner i thrillern Panik på öppen gata (1950), Porter Hollingsway i Min man - eller din? (1949), Sergeant Kowalski i En yankee i Berlin (1950) och Josiah Walter Dudley i En stol är ledig (1954). 1950 var Douglas värd för den 22:a Oscarsgalan.
Han var gift fem gånger, sista gången med aktrisen Jan Sterling från 1950 fram till sin död. Han fick en son med henne, Adams Douglas (1955-2003). Paul Douglas avled i en hjärtattack den 11 september 1959 i Hollywood, Kalifornien, endast 52 år gammal.

## Filmografi
- Min man - eller din? (1949; A Letter To Three Wives)
- Det händer varje år (1949; It Happens Every Spring)
- Rena rama skandalen (1949; Everybody Does It)
- En yankee i Berlin (1950; The Big Lift)
- Vita nejlikan (1950; Love That Brute)
- Panik på öppen gata (1950; Panic in the Streets)
- Fjorton timmar (1951; Fourteen Hours)
- The Guy Who Came Back (1951; The Guy Who Came Back)
- Inga planer i himlen (1951; Angels in the Outfield)
- Pippi på luckan (1952; Never Wave at a WAC)
- Rymmare i Rom (1952; When in Rome)
- Urladdning (1952; Clash by Night)
- Vi är inte gifta (1952; We're Not Married!)
- Den pikanta åldern (1953; Forever Female)
- Maggie på drift (1954; The Maggie)
- En stol är ledig (1954; Executive Suite)
- Grön eld (1954; Green Fire)
- Joe Macbeth - gangsterkungen (1955; Joe MacBeth)
- Till varje pris (1956; The Leather Saint)
- Huv'et på skaft (1956; The Solid Gold Cadillac)
- The Gamma People (1956; The Gamma People)
- Kanske i kväll (1957; This Could Be the Night)
- Vackra Jimmy (1957; Beau James)
- Fortunella (1958; Fortunella)
- När var tar sin (1959; The Mating Game)

## Teater
| År   | Roll        | Produktion                  | Regi         | Teater                        |
| ---- | ----------- | --------------------------- | ------------ | ----------------------------- |
| 1946 | Harry Brock | Born Yesterday Garson Kanin | Garson Kanin | Lyceum Theatre, New York, USA |